# Cantone di Le Bény-Bocage
Il Cantone di Le Bény-Bocage era una divisione amministrativa dell'arrondissement di Vire.
A seguito della riforma approvata con decreto del 17 febbraio 2014, che ha avuto attuazione dopo le elezioni dipartimentali del 2015, è stato soppresso.

## Composizione
Comprendeva i comuni di:
- Beaulieu
- Le Bény-Bocage
- Bures-les-Monts
- Campeaux
- Carville
- Étouvy
- La Ferrière-Harang
- La Graverie
- Malloué
- Montamy
- Mont-Bertrand
- Montchauvet
- Le Reculey
- Saint-Denis-Maisoncelles
- Sainte-Marie-Laumont
- Saint-Martin-des-Besaces
- Saint-Martin-Don
- Saint-Ouen-des-Besaces
- Saint-Pierre-Tarentaine
- Le Tourneur